# 일본 풋볼 리그 2011
일본 풋볼 리그 2011은 본래 18개 팀이 참가하여 전기와 후기로 나누어 팀당 17경기씩 총 34라운드로 치를 예정이었다.
2011년 동일본 대지진의 영향으로 전기 1라운드부터 6라운드까지 연기되고 전기 7라운드부터 리그가 시작되었다. 소니 센다이 FC의 연고지인 미야기현의 다가조시가 매우 큰 재해를 입어, 소니 센다이는 전기 7~17라운드는 불참하며, 연기된 전기 1~6라운드는 참가하나 이 6경기는 2011 JFL 동일본 대지진 재해 부흥 지원 경기로써 정규 리그 전적에는 포함되지 않는다. 따라서, 전기 1~6라운드의 재해 부흥 지원 경기를 제외한 정규 리그에서 소니 센다이는 17경기를, 나머지 17개 팀은 33경기를 치르게 된다. 또한, 소니 센다이는 2011년 시즌 전적에 관계없이 2012년 일본 지역 리그 강등 대상에서 제외하기로 결정했다.
제프 유나이티드 이치하라 지바 리저브는 2011년 9월 12일에 JFL 참가 포기를 선언하여 2012년 일본 지역 리그로 자동 강등되었다. 또한, 제프 리저브는 2012년부터 활동을 중단할 예정이다.
최종 결과 제프 리저브의 참가 포기와 더불어 2개의 팀이 J2로 승격하여 지역 리그에서 3개의 팀이 자동 승격할 수 있게 됨으로써 지역 리그간 승강 결정전은 열리지 않았다.
다음은 2011년 시즌 최종 순위이다. 4위 이상의 팀 중 J리그 승격 기준에 부합하는 팀은 J리그 디비전 2 2012로 승격된다.

## 결과
| 순위 | 팀                   | 경기 | 승 | 무 | 패 | 득 | 차 | 승점 | 승격 및 강등 |
| 1    | 사가와 시가          | 33   | 23 | 1  | 9  | 60 | 34 | 70   |              |
| 2    | AC 나가노 파르세이루 | 33   | 19 | 6  | 8  | 51 | 27 | 63   |              |
| 3    | FC 마치다 젤비아     | 33   | 18 | 7  | 8  | 61 | 28 | 61   | 승격         |
| 4    | 마쓰모토 야마가 FC   | 33   | 17 | 8  | 8  | 60 | 38 | 59   | 승격         |
| 5    | V-파렌 나가사키      | 33   | 15 | 11 | 7  | 61 | 44 | 56   |              |
| 6    | 혼다                 | 33   | 15 | 7  | 11 | 40 | 36 | 52   |              |
| 7    | 츠바이겐 가나자와    | 33   | 13 | 8  | 12 | 49 | 40 | 47   |              |
| 8    | 혼다 록              | 33   | 12 | 11 | 10 | 47 | 45 | 47   |              |
| 9    | FC 류큐              | 33   | 14 | 4  | 15 | 47 | 51 | 46   |              |
| 10   | 도치기 우바 FC       | 33   | 12 | 9  | 12 | 40 | 43 | 45   |              |
| 11   | 가마타마레 사누키    | 33   | 11 | 7  | 15 | 39 | 49 | 40   |              |
| 12   | 사가와 인쇄          | 33   | 11 | 5  | 17 | 43 | 61 | 38   |              |
| 13   | MIO 비와코 구사쓰    | 33   | 11 | 5  | 17 | 43 | 65 | 38   |              |
| 14   | 블라우블리츠 아키타  | 33   | 10 | 7  | 16 | 38 | 52 | 37   |              |
| 15   | 요코가와 무사시노    | 33   | 9  | 9  | 15 | 33 | 37 | 36   |              |
| 16   | 아르테 다카사키      | 33   | 9  | 7  | 17 | 39 | 55 | 34   | 해단         |
| 17   | 제프 리저브즈        | 33   | 4  | 7  | 22 | 27 | 63 | 19   | 해단         |
| 18   | 소니 센다이          | 17   | 3  | 7  | 7  | 14 | 24 | 16   |              |

3위를 한 마치다 젤비아와 4위를 한 마쓰모토 야마가 FC는 J리그 디비전 2 2012로 승격되었다.